# انتخابات الرئاسة الكولومبية 1874
انتخابات الرئاسة الكولومبية 1874 هي الانتخابات الرئاسية التي جرت في 1874، في كولومبيا، فاز بالانتخابات سانتياجو بيريث دي مانسالباس.